# Спомен-биста Милосаву Влајићу у Младеновцу
Спомен-биста Милосаву Влајићу је споменик у Београду. Налази се у парку надомак зграде општине Младеновац.

## Опште карактеристике
Спомен биста је била оборена у ноћи између 21. и 22. септембра 2014. године, која је већ једном, 2007. године, на сличан начин оборена. Али је након тога биста додатно обновљена и постављена у паркић надомак зграде општине Младеновац. Радови су извршени на изградњи бетонског темеља, одређене дубине и ширине, чиме се обезбедила стабилност овог спомен обележја. Одмах поред ње се налази биста посвећена Божидарки Дамњановић-Марковић Кики.
Посвећена је Милосаву Влајићу (Парцани, код Сопота, 4. јануар 1921 — Влашка, код Младеновца, 25. јун 1943) учеснику Народноослободилачке борбе и народном хероју Југославије.